# 奧爾費河 (努訥河支流)
51°7′17.1″N 8°43′55.1″E / 51.121417°N 8.731972°E
奧爾費河（德語：Olfe），是德國的河流，位於該國西部，處於北萊茵-威斯特法倫州，屬於努訥河的左支流，河道全長11.6公里，流域面積22.4平方公里。